# Quinebaug River Prehistoric Archeological District
Der Quinebaug River Prehistoric Archeological District ist ein Bodendenkmal, das zum Schutz mehrerer prähistorischer archäologischer Fundplätze in Canterbury in Connecticut entlang des Quinebaug River eingerichtet wurde. Der Distrikt umfasst 22 acre (8,9 ha) von Staatsland am Westufer des Flusses, östlich der Connecticut Route 169, südlich der Connecticut Route 14 und nördlich der Connecticut Route 668. Fünf unterschiedliche Stellen von archäologischer Bedeutung wurden bei Vermessungsarbeiten 2001 und 2002 entdeckt. Die Plätze haben Abmessungen zwischen 6.4 acre (2,6 ha) und 0.25 acre (0,1 ha). Die Funde stammen größtenteils aus der Woodland-Periode. Zwei der Plätze stammen möglicherweise aus der Archaischen Periode. Bei allen können Ausgrabungen noch weitere Funde zu Tage bringen. Am 7. September
2009 wurde die Fundstätte als Historic District in das National Register of Historic Places aufgenommen.